# Strobilanthes thwaitesii
Strobilanthes thwaitesii är en akantusväxtart som beskrevs av T Anders.. Strobilanthes thwaitesii ingår i släktet Strobilanthes och familjen akantusväxter. Inga underarter finns listade i Catalogue of Life.